# Axultic
Axultic är en ort i Mexiko.   Den ligger i kommunen San Juan Cancuc och delstaten Chiapas, i den sydöstra delen av landet, 800 km öster om huvudstaden Mexico City. Axultic ligger 793 meter över havet och antalet invånare är 220.
Terrängen runt Axultic är bergig åt sydväst, men åt nordost är den kuperad.  Runt Axultic är det ganska tätbefolkat, med 62 invånare per kvadratkilometer. Närmaste större samhälle är Pantelhó, 6,6 km väster om Axultic. I omgivningarna runt Axultic växer i huvudsak städsegrön lövskog.